# Saint-Cirgue
Saint-Cirgue (okzitanisch Sent Cirgue) ist eine französische Gemeinde mit 219 Einwohnern (Stand: 1. Januar 2022) im Département Tarn in der Region Okzitanien (vor 2016 Midi-Pyrénées). Sie gehört zum Arrondissement Albi und zum Kanton Carmaux-1 Le Ségala. 

## Geografie
Saint-Cirgue liegt etwa 18 Kilometer ostnordöstlich von Albi. Der Tarn bildet die südliche Gemeindegrenze, im Westen verläuft sein Zufluss Aygou, im Osten die Broncarié. Umgeben wird Saint-Cirgue von den Nachbargemeinden Valence-d’Albigeois im Norden, Saint-Michel-Labadié im Nordosten, Assac im Osten, Courris und Ambialet im Südosten, Villefranche-d’Albigeois im Süden, Sérénac im Westen und Südwesten sowie Saint-Julien-Gaulène im Westen und Nordwesten.

## Bevölkerungsentwicklung
| 1962                       | 1968 | 1975 | 1982 | 1990 | 1999 | 2006 | 2013 |
| -------------------------- | ---- | ---- | ---- | ---- | ---- | ---- | ---- |
| 341                        | 312  | 308  | 254  | 220  | 195  | 213  | 209  |
| Quellen: Cassini und INSEE |      |      |      |      |      |      |      |

## Sehenswürdigkeiten
- Kirche
- Brücke über den Tarn